# Mathildeprisen
Mathildeprisen (deutsch Mathilde-Preis) wird in Dänemark für Arbeiten zur Verwirklichung der Gleichstellung von Frauen und Männern verliehen. Es ist nach der dänischen Hauslehrerin, Frauenrechtlerin und Schriftstellerin Mathilde Fibiger (1830–1872) benannt, die mit ihrem Roman „Clara Raffael“ bahnbrechende Gedanken zur Frauenbefreiung formulierte. Damit profilierte sie sich als die größte Verfechterin ihrer Zeit für die Befreiung der Frau. Mathilde Fibiger hat sich zeitlebens für das Recht der Frau auf Bildung und Selbständigkeit eingesetzt und war unter anderem die erste weibliche Telegrafistin und erste weibliche Beamtin in Dänemark. Sie gilt als die „Gründerin der dänischen Frauenbewegung“.
Der „Mathilde-Preis“ wird von Dansk Kvindesamfund (deutsch Dänische Frauengesellschaft) an Frauen, Männer, Organisationen, Unternehmen und andere verliehen, die sich entscheidend für die Verwirklichung der vollen rechtlichen und tatsächlichen Gleichstellung von Frauen und Männern einsetzen Männer.
Mit dem ersten "Mathildeprisen" wurde am 7. Dezember 1970 die dänische Parlamentsabgeordnete Grethe Philip für eine Anfrage im Folketinget über die Folgen für die tatsächliche und rechtliche Gleichstellung der nordischen Frauen bei Dänemarks eventuellem Beitritt zur Europäische Union. Die Untersuchung führte dazu, dass das Folketing einen Ausschuss zur Behandlung des Problems einrichtete.

## Preisträger Mathildeprisen
- 1970: Grethe Philip und Gunhild Due
- 1971: Husligt Arbejderforbund (deutsch Häuslicher Arbeiterverband)
- 1972: Forbrugerrådet Tænk (deutsch Verbraucherrat), Mütterhilfe in Randers, Danfoss-Frauen und Birgitte Xenos
- 1973: keine Vergabe
- 1974: Poul Dahlgård und Anker Jørgensen
- 1975: Eva Gredal und Tove Maës
- 1976: keine Vergabe
- 1977: keine Vergabe
- 1978: keine Vergabe
- 1979: Ritt Bjerregaard
- 1980: Jytte Thorbek
- 1981: keine Vergabe
- 1982: Karin Garde und Inge Lunde
- 1983: keine Vergabe
- 1984: keine Vergabe
- 1985: keine Vergabe
- 1986: Dänemarks vierzehn Gleichstellungsberater
- 1987: Anette Steen Pedersen
- 1988: Kvindeligt Arbejderforbund i Danmark, KAD (deutsch Weiblicher Arbeiterverband in Dänemark) (1901–2005)
- 1989: Lene Koch und Inger Lillelund
- 1990: Drude Dahlerup
- 1991: Inge Methling
- 1992: Lisbeth Kølster
- 1993: Foreningen til Mænds Bevarelse (deutsch Verein zur Bewahrung der Männer)
- 1994: Liselotte Knudsen
- 1995: Nina Smith
- 1996: Suzanne Brøgger
- 1997: Tine Aurvig-Huggenberger und Padmini Casinader Christiansen
- 1998: Kirsten Gomard
- 1999: Joan-Søstrene im Dannerhuset in Kopenhagen
- 2000: Lilli Gyldenkilde
- 2001: Hanne Reintoft
- 2002: Jørn Bro
- 2003: Dorit Otzen
- 2004: Hanne Fokdal Barnekow
- 2005: Birgitte Bruun
- 2006: Hanne-Vibeke Holst und Birte Siim
- 2007: Kenneth Reinicke
- 2008: Jane Korczak und Ruth Nielsen
- 2009: Anja Cetti Andersen und Anja Andersen
- 2010: Anne-Grethe Bjarup Riis und Marion Pedersen
- 2011: keine Vergabe
- 2012: Simi Jan
- 2013: Nikolaj Munk (Mandfjols)
- 2015: Britta Thomsen
- 2016: Susanne Staun[3]
- 2017: keine Vergabe
- 2018: Sherin Khankan
- 2019: keine Vergabe
- 2020: Kirstine Holst[4]